# きたない君がいちばんかわいい
『きたない君がいちばんかわいい』（きたないきみがいちばんかわいい、英語: I Love Your Cruddy...、I LOVE YOUR CLOUDY...）は、まにおによる日本の漫画。歪んだ行為で愛し合う2人の少女を描いた百合作品である。略称は「きたかわ」。
一迅社の『コミック百合姫』にて、2019年8月号から2022年4月号にかけて連載。単行本が百合姫コミックスより、2019年11月18日から2022年4月18日にかけて出版された。

## あらすじ
クラスの上位カーストグループの女子高生瀬崎愛吏と大人しいグループの花邑ひなこ。普段は接点のない2人だが、放課後になると科学実験室にて秘かに倒錯した「儀式」を行っていた。愛吏に強制され、「きたない姿」を見せるひなこ。ある日、ひなこの下駄箱に「全部見てるぞ」の文と共に、秘め事をとらえた写真が入れられているのを見つける。

## 登場人物
瀬崎 愛吏（せざき あいり）
本作の主人公の1人。愛称は「あいちゃん」。嗜虐的な趣味を持つ少女。
花邑 ひなこ（はなむら ひなこ）
本作の主人公の1人。愛称は「ひな」。無理矢理嘔吐させられたり、へそにピアスを開けられるなど、愛吏の趣味に振り回されている。
宮園 一叶（みやぞの いちか）
愛吏の友人。ピアスをたくさん付けた明るく素直な少女。日常に退屈し刺激を求めている。
七倉 碧唯（ななくら あおい）
愛吏の友人。夜遊びが多い。弟がいる。
町屋 咲奈（まちや さな）
愛吏の友人。大人っぽい落ち着いた少女。
兵藤 悠子（ひょうどう ゆうこ）
ひなこの友人。面倒見がよく正義感が強い。
松下 好美（まつした よしみ）
ひなこの友人。眼鏡をかけたおとなしい少女。愛吏とひなこの秘め事を目撃する。

## 書誌情報
- まにお 『きたない君がいちばんかわいい』一迅社〈百合姫コミックス〉、全5巻

1. 2019年12月1日発行（2019年11月18日発売[5][1]）、ISBN 978-4-7580-7991-4
2. 2020年7月1日発行（2020年6月18日発売[6]）、ISBN 978-4-7580-2125-8
3. 2021年1月1日発行（2020年12月18日発売[7]）、ISBN 978-4-7580-2195-1
4. 2021年8月1日発行（2021年7月16日発売[8]）、ISBN 978-4-7580-2273-6
5. 2022年5月1日発行（2022年4月18日発売[9][10]）、ISBN 978-4-7580-2395-5 / ISBN 978-4-7580-2396-2（特装版）